# David Späth
David Späth (Kaiserslautern, 29 de abril de 2002) es un jugador de balonmano alemán que juega de portero en el Rhein-Neckar Löwen. Es internacional con la selección de balonmano de Alemania.

## Palmarés

### Selección nacional
| Juegos Olímpicos | Juegos Olímpicos | Juegos Olímpicos | Juegos Olímpicos |
| Año              | Lugar            | Medalla          |                  |
| ---------------- | ---------------- | ---------------- | ---------------- |
| 2024             | París            | Medalla de plata |                  |

### Rhein-Neckar Löwen
- Copa de Alemania de balonmano (1): 2023

### Consideraciones individuales
- Mejor portero del Campeonato Europeo de Balonmano Masculino Sub-19 de 2021[2]
- Mejor portero del Campeonato Mundial de Balonmano Masculino Junior de 2023[3]

## Clubes
| Club               | País     | Año       |
| ------------------ | -------- | --------- |
| Rhein-Neckar Löwen | Alemania | 2019-Act. |